# Roggenburg (Île)
Pour les articles homonymes, voir Roggenburg.
Roggenburg est une île du lac de Lauerz, sur le territoire de Lauerz dans le canton de Schwytz. Elle se trouve à 50 mètres de l'Île de Schwanau.